# NGC 251
 NGC 251 là một thiên hà xoắn ốc trong chòm sao Song Ngư. Nó được phát hiện vào ngày 15 tháng 10 năm 1784, bởi Frederick William Herschel.